# Pensilvania (kommun)
Pensilvania är en kommun i Colombia.   Den ligger i departementet Caldas, i den centrala delen av landet, 150 km nordväst om huvudstaden Bogotá. Antalet invånare är 26 426. Arean är 530 kvadratkilometer.
Terrängen i Pensilvania är mycket bergig.